# 色翅螳属
色翅螳属（学名：Chroicoptera）为色翅螳科的一个属。

## 下属物种
本属包括以下物种：
- 长色翅螳 Chroicoptera longa Giglio-Tos, 1915
- 索氏色翅螳 Chroicoptera saussurei Giglio-Tos, 1915
- Chroicoptera vidua Stal, 1856